# Quello che vorrei
Quello che vorrei è il ventiduesimo album del cantante italiano Tony Colombo, pubblicato nel 2015 dalla Don't Worry Records.

## Tracce
1. Quello che vorrei
2. Amore amore (Feat. Luana La Rosa)
3. Amore di ghiaccio
4. M'annammurasse e tte
5. Arriverò da te
6. Dentro dentro
7. Dinto a na fotografia
8. Sud (Feat. Scugnizzi)
9. Marì fallo pe mme
10. Sotto e Cuperte
11. Si e deciso
12. Vagabondo e poeta
13. Io Ti Amo (feat. Roberta Bella)
14. Me Le Imparato Tu